# Rochefort (personage)
Rochefort is een personage in de romans De drie musketiers en Twintig jaar later van Alexandre Dumas.
In deze romans heeft hij een belangrijke bijrol. Hij wordt beschreven als een man van ongeveer veertig jaar oud met een groot litteken over zijn wang. In  de verfilming van 1973 werd Rochefort gespeeld door Christopher Lee, die een ooglapje droeg om zo nog grimmiger te lijken. In latere verfilmingen is dat voorbeeld steeds gevolgd, waarbij dan als verklaring wordt gegeven dat het oog verloren is tijdens een duel met de vader van de hoofdpersoon D'Artagnan. In de roman van Dumas wordt niet over een ooglapje verteld.
Dumas baseerde dit personage (net zoals veel andere personages uit het verhaal) op een persoon die echt bestaan heeft: Henri-Louis d'Aloigny, de markies van Rochefort. In tegenstelling tot de meeste andere personen die echt bestaan hebben en waar personages op gebaseerd zijn, leefde deze Rochefort niet aan het begin van de 17e eeuw. Hij was waarschijnlijk nog niet eens geboren in het jaar waarin Dumas zijn verhaal laat afspelen.

## InDe drie musketiers
Rochefort is de rechterhand van de op macht beluste kardinaal Richelieu. In het begin van deze roman is het Rochefort die D’Artagnan beledigt en die zijn getuigschrift, dat bestemd is voor monsieur Treville, steelt. D’Artagnan zweert daarop wraak.
Hierna komt hij een aantal keer weer terug in het verhaal. Hij ontvoert Constance Bonacieux waarna Milady de Winter de kans krijgt haar te vermoorden. Aan het eind heeft hij tot drie keer toe geduelleerd met D’Artagnan en sluiten ze vriendschap.

## InTwintig jaar later
Rochefort keert terug in het vervolgverhaal Twintig jaar later. Nu staat hij op slechte voet met de opvolger van kardinaal Richelieu, kardinaal Mazarin, die hem op heeft laten sluiten in de Bastille. Zodra hij hier weer uit is sluit hij zich aan bij de Frondeurs en later ook bij de musketiers en helpt hij Athos als deze de hertog van Beaufort probeert te bevrijden. Aan het eind komt hij ten tonele bij de rellen tegen Mazarin, waarin hij in de chaos per ongeluk door D'Artagnan wordt gedood.

## Film en toneel
De rol van Rochefort wordt in verfilmingen bijna altijd veel duisterder en kwaadaardiger neergezet dan in het oorspronkelijke verhaal, waarschijnlijk om, naast de oudere kardinaal en de mooie Milady de Winter, ook een meer fysieke schurk te laten zien.
Acteurs die de rol van Rochefort speelden in films en op toneel:
- Orrin Johnson in The Three Musketeers (1916)
- Henri Baudin in Les Trois Mousquetaires (1921)
- Lionel Atwill in The Three Musketeers (1939)
- Ian Keith in The Three Musketeers (1948)
- Jean-Marc Tennberg in Les Trois Mousquetaires (1953)
- Guy Delorme in Les Trois Mousquetaires (1961)
- Christopher Lee in The Three Musketeers (1973)
- Christopher Lee in The Four Musketeers (1974)
- Boris Kljoejev in D'Artagnan en de drie Musketiers (1978 – Russisch)
- Christopher Lee in The Return of the Musketeers (1989)
- Michael Wincott in The Three Musketeers (1993)
- David Schofield in The Musketeer (2001)
- Ids van der Krieke in De 3 Musketiers de musical – 2003
- Mads Mikkelsen in The Three Musketeers (2011)
- Marc Warren in The Musketeers (2015)